# How I'm Feeling
How I'm Feeling (estilizado como, ~how i'm feeling~ y traducido al español: Como me siento) es el álbum de estudio debut del cantante estadounidense Lauv. Fue el 6 de marzo de 2020 a través de AWAL. El álbum cuenta con los sencillos «I'm So Tired...», «Drugs & the Internet», «Sad Forever», «Fuck, I'm Lonely», «Feelings» y «Sims», junto con el lanzamiento de este último se puso a disposición el pedido anticipado del álbum. Lauv se embarcó en la gira How I'm Feeling World Tour el 5 de octubre en apoyo del álbum.

## Portada
La portada muestra versiones en miniatura de Lauv de pie y sentados sobre él con trajes coloridos. Según Lauv, estos personajes están «representados por el púrpura (Lauv existencial), azul (Lauv romántico desesperado), verde (Lauv tonto), amarillo (lauv positivo), naranja (Lauv fuckboy) y el rojo (Lauv picante™), todos que componen [su] identidad». Lauv anunció que el próximo video musical para la canción «Sims» «dará vida al concepto del álbum y a dichos personajes por primera vez».

## Lista de canciones
Adaptada para Apple Music. El álbum cuenta con un total de 21 canciones.

| N.º | Título                                  | Escritor(es)                                                                            | Productor(es)                                  | Duración |  |
| 1.  | «Drugs & the Internet»                  | Ari Leff, Michael Pollack, Michael Matosic, Jonathan Bellion y Jonathan Simpson         | Lauv, Jon Bellion y Simpson                    | 2:58     |  |
| 2.  | «Fuck, I'm Lonely» (junto a Anne-Marie) | Leff, Pollack y Matosic                                                                 | Lauv                                           | 3:18     |  |
| 3.  | «Lonely Eyes»                           | Leff, Pollack, Matosic, Nick Long, Stefan Johnson, Jordan K. Johnson y Marcus Lomax     | Lauv y The Monsters and the Strangerz          | 3:16     |  |
| 4.  | «Sims»                                  | Leff, Pollack, Matosic, Brandon Lowry y Simpson                                         | Lauv                                           | 2:35     |  |
| 5.  | «Believed»                              | Leff, Pollack, Matosic y Simpson                                                        | Lauv y Simpson                                 | 2:49     |  |
| 6.  | «Billy»                                 | Leff, S. Johnson y J. Johnson                                                           | Lauv, Simpson y The Monsters and the Strangerz | 3:00     |  |
| 7.  | «Feelings»                              | Leff, Pollack, Andrea Rosario y Simpson                                                 | Lauv y Simpson                                 | 3:09     |  |
| 8.  | «Canada» (junto a Alessia Cara)         | Leff, Alessia Caracciolo, Marshall Kenneth Vore, Phoebe Bridgers y Simpson              | Lauv y Simpson                                 | 3:04     |  |
| 9.  | «For Now»                               | Leff, Pollack, Matosic y Anthony Rossomando                                             | Lauv                                           | 3:09     |  |
| 10. | «Mean It» (con LANY)                    | Leff, Pollack, Matosic, Paul Klein, John Hill y Jordan Palmer                           | Lauv, LANY y Mike Crossey                      | 3:52     |  |
| 11. | «Tell My Mama»                          | Leff, Caroline Furoyen, S. Johnson, J. Johnson y Lomax                                  | Lauv y The Monsters and the Strangerz          | 2:46     |  |
| 12. | «Sweatpants»                            | Leff y Simpson                                                                          | Lauv y Simpson                                 | 3:16     |  |
| 13. | «Who» (junto a BTS)                     | Leff, Zaylee Kelman, Daniel Seavey, Corbyn Besson, Jonah Marais y Dallas Koelke         | Lauv y DallasK                                 | 3:00     |  |
| 14. | «I'm So Tired...» (con Troye Sivan)     | Leff, Pollack, Troye Sivan Mellet, Brett McLaughlin y Oscar Gorres                      | Lauv y OzGo                                    | 2:42     |  |
| 15. | «El tejano» (junto a Sofía Reyes)       | Leff, Pollack, Charlie Guerrero, Shari Shorte, Sofía Reyes, Ross Golan y Johan Carlsson | Lauv y Carlsson                                | 3:11     |  |
| 16. | «Tattoos Together»                      | Leff, Pollack, Jacob Kasher Hindlin y Ammar Malik                                       | Lauv                                           | 3:06     |  |
| 17. | «Changes»                               | Leff, Pollack y Matosic                                                                 | Lauv                                           | 2:40     |  |
| 18. | «Sad Forever»                           | Leff, Pollack, Jacob Torrey y Koelke                                                    | Lauv, DallasK y Halatrax                       | 3:23     |  |
| 19. | «Invisible Things»                      | Leff, Pollack, S. Johnson y J. Johnson                                                  | Lauv, Simpson y The Monsters and the Strangerz | 3:17     |  |
| 20. | «Julia»                                 | Leff, Pollack, S. Johnson, J. Johnson y Lomax                                           | Lauv                                           | 3:38     |  |
| 21. | «Modern Loneliness»                     | Leff, Pollack, Matosic, Simpson y Mike Elizondo                                         | Lauv, Simpson y Elizondo                       | 4:12     |  |

Notas
«Fuck, I'm Lonely» y «I'm So Tired...» son estlizadas en minúsculas.

## Posicionamiento en listas
| Lista (2019)                        | Mejor posición |
| ----------------------------------- | -------------- |
| Finlandia (Suomen Virallinen Lista) | 44             |
| Irlanda (IRMA)                      | 51             |
| Letonia (LAIPA)                     | 5              |
| Lituania (AGATA)                    | 4              |